# Hassan Shakur
J.J. Wiggins, beter bekend als Hassan Shakur, is een Amerikaans jazzbassist. Hij is de zoon van jazzpianist Gerald Wiggins. Vanaf 1974 speelde Shakur in het Duke Ellington Orchestra. Later was hij vaak terug te vinden als bassist bij pianist Monty Alexander en trombonist Al Grey, naast vele anderen.